# Gare de Sakuradai (Tokyo)
La gare de Sakuradai (桜台駅, Sakuradai-eki) est une gare ferroviaire de l'arrondissement de Nerima, à Tokyo au Japon. Elle est exploitée par la compagnie Seibu.

## Situation ferroviaire
La gare de Sakuradai est située au point kilométrique (PK) 5,2 de la ligne Seibu Ikebukuro.

## Historique
La gare de Sakuradai a été inaugurée le 10 juillet 1936.

## Service des voyageurs

### Accueil
La gare dispose d'un bâtiment voyageurs, avec guichets, ouvert tous les jours.

### Desserte
- Ligne Seibu Ikebukuro :
  - voie 1 : direction Tokorozawa et Hannō
  - voie 2 : direction Ikebukuro